# Forst (Sengenthal)
Forst (ⓘ) ist ein Gemeindeteil der Gemeinde Sengenthal im Landkreis Neumarkt in der Oberpfalz in Bayern.

## Lage
Forst, umgeben von Feldern, liegt auf rund 438 m ü. NHN westlich vor dem Stufenhang zur Weißjurafläche der Nördlichen Frankenalb. Das Dorf liegt an der Kreisstraße NM 18; in diese mündet nördlich des Dorfes die Kreisstraße NM 20 ein. Von Forst aus führt eine Gemeindeverbindungsstraße zum Sengenthaler Gemeindeteil Stadlhof.

## Geschichte
1469 veräußerte Albrecht Martin Alber, Bürger von Neumarkt, das Dorf an Pfalzgraf Otto von Neumarkt. Von 1554 bis zur Gegenreformation 1625 war Forst, zur Filiale Reichertshofen der Pfarrei Berngau gehörend, protestantisch. 1670 lebten in Forst 25 Familien, die den Großzehent der Reichsstadt Nürnberg, den Klein- und Hauszehent dem Pfarrer gaben. 1689 erbaute das Dorf eine Kapelle, die 1774 mit einer Glocke „für Gebetläuten und Abendrosenkranz“ ausgestattet wurde. Am Ende des Alten Reiches, um 1800, gehörte Forst mit seinen 35 Anwesen zur Oberen Hofmark Berngau und unterstand hochgerichtlich dem herzoglich-baierischen Schultheißenamt Neumarkt.
Im Königreich Bayern wurde zwischen 1810 und 1820 ein Steuerdistrikt Forst gebildet, dem das Dorf Forst, die Birkenmühle, die Braunmühle, der Braunshof, der Dietlhof, Greißelbach–Bahnhof, Rocksdorf und der Richthof angehörten. Mit dem Gemeindeedikt von 1818 wurde die Ruralgemeinde Forst gebildet, wobei die Gemeinde Wiefelsbach, bestehend aus zehn Einöden, hauptsächlich Mühlen, in die neue Gemeinde Forst integriert wurde. Rocksdorf wurde ein Gemeindeteil von Kruppach, der Richthof Gemeindeteil von Reichertshofen.

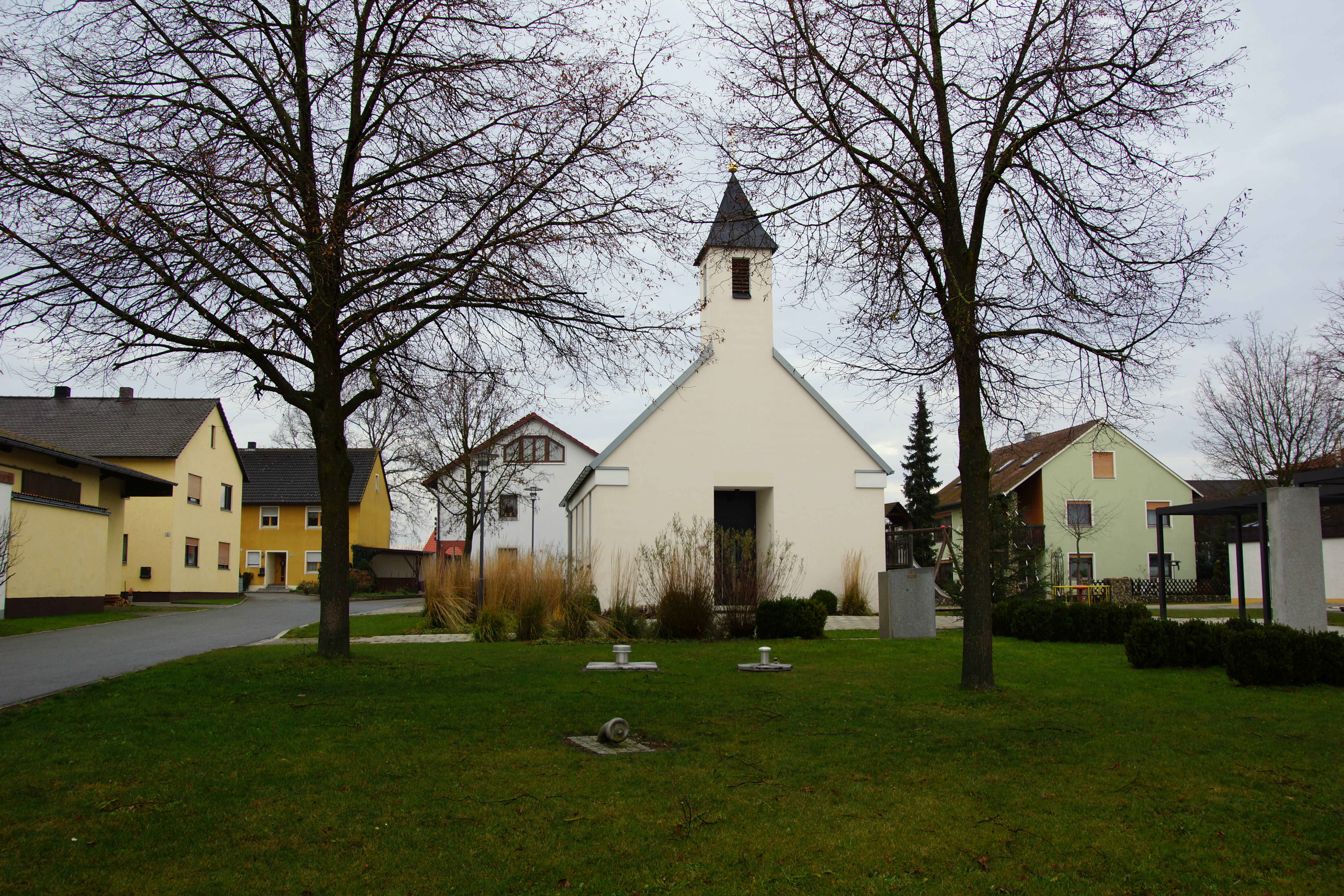
St.-Sebastian-Kapelle in Forst

1867 wurde Reichertshofen zur Pfarrei erhoben; 1870 wurde erneut eine Marienkapelle in Forst gebaut und geweiht. 1881 erhielt sie einen Turm. Sie wurde 2009 abgebrochen und 2009/10 durch einen Neubau, die St.-Sebastian-Kapelle, ersetzt. Die Volkszählung von 1871 erbrachte für das Dorf Forst 202 Einwohner (alle katholisch) bei 115 Gebäuden; an Großvieh wurden im Dorf elf Pferde und 262 Stück Rindvieh gezählt. In der Gemeinde Forst lebten zur gleichen Zeit 307 Einwohner in 50 Wohngebäuden der zehn Gemeindeteile Forst, Birkenmühle, Braunmühle, Braunshof, Dietlhof, Gollermühle, Kastenmühle, Kindlmühle (später abgegangen), „Schlierfmühle“ und Stadlhof. Die Kinder besuchten die katholische Schule am Pfarrort Reichertshofen. Der Viehbestand der Gemeinde belief sich auf 44 Pferde, 484 Stück Rindvieh, 181 Schweine und eine Ziege.
Im Jahr 1900 hatte das Dorf Forst bei 41 Wohngebäuden 221 Einwohner. Die Gemeinde Forst umfasste zur gleichen Zeit die neun Orte Birkenmühle, Braunmühle, Braunshof, Dietlhof, Forst, Gollermühle, Kastenmühle, Schlierfermühle mit Schlierferhaide und Stadlhof und war 1108 Hektar groß. In ihr gab es insgesamt 56 Wohngebäude mit 327 Einwohnern (314 Katholiken, 13 Protestanten). Der Viehbestand umfasste nur noch 28 Pferde und 460 Stück Rindvieh, aber neun Ziegen. Die Zahl der Schweine betrug nunmehr 335 und war damit in 25 Jahren deutlich gestiegen, wie auch andernorts für diesen Zeitraum zu beobachten ist.

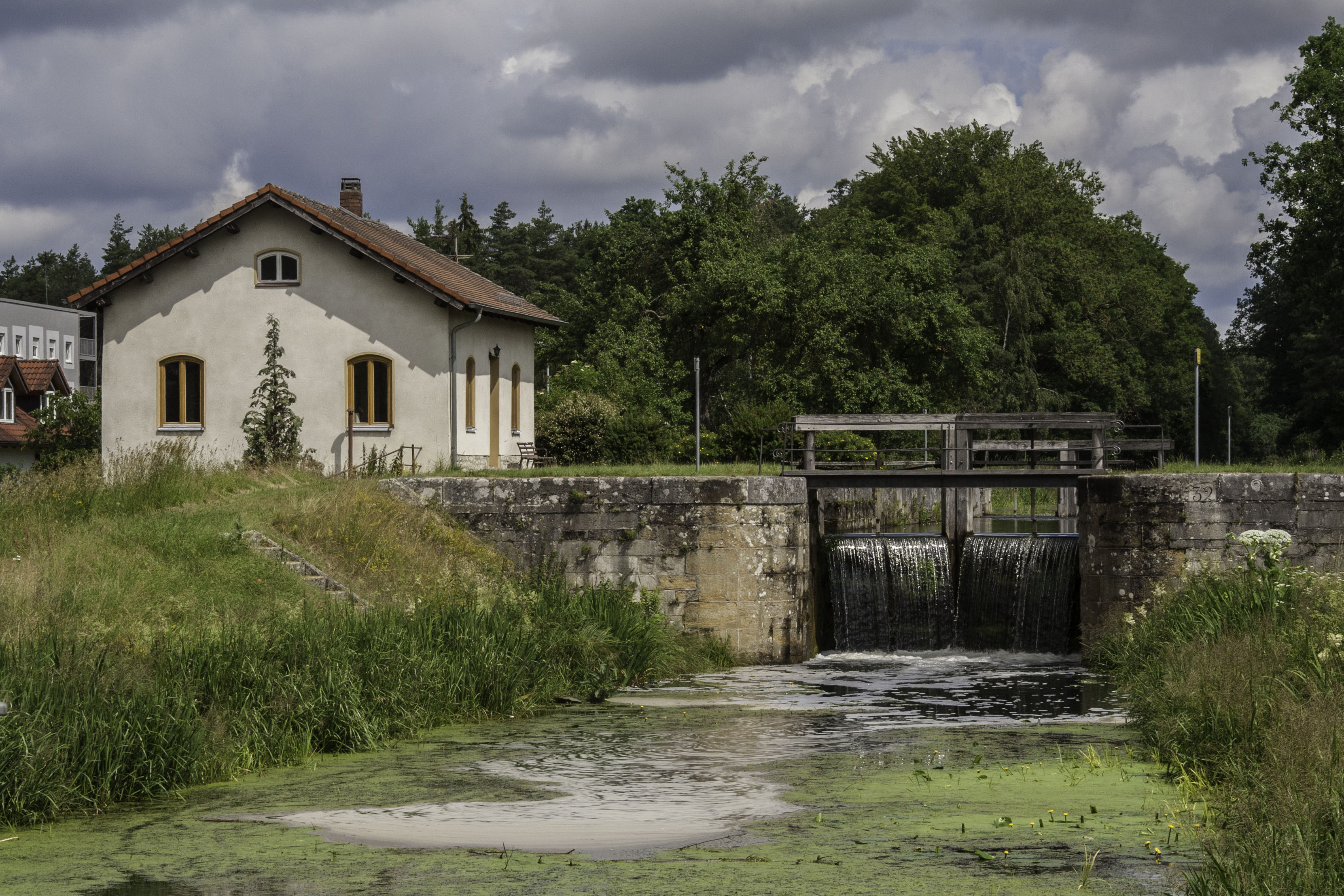
Kanalschleuse 32, bis 1972 Gemeindeteil von Forst

Bis zur Gebietsreform in Bayern wuchs die Gemeinde auf zwölf Orte an (Forst, Birkenmühle, Braunmühle, Braunshof, Dietlhof, Gollermühle, Greißelbach, Kanalschleuse 31 des Ludwig-Donau-Main-Kanals (1961 unbewohnt), Kanalschleuse 32, Kastenmühle, Schlierfermühle mit Schlierferhaide, Stadlhof). Während das Dorf Forst bei 38 Wohngebäuden 1961 171 Einwohner hatte, wurden für die Gemeinde Forst 60 Wohngebäude und 269 Einwohner gezählt. Kirchlich gehörten die Protestanten aller Orte zur evangelischen Pfarrei Sulzbürg, die Katholiken teilweise zur Pfarrei Döllwang, teilweise zur Pfarrei Reichertshofen.
Im Zuge der Gebietsreform in Bayern wurde die Gemeinde Forst mit allen Gemeindeteilen, darunter auch das Dorf Forst, am 1. Januar 1972 in die Gemeinde Sengenthal eingemeindet. Seit 2016 werden Maßnahmen der Dorferneuerung durchgeführt. Ein ehemaliges Wohnstallhaus an der Kreisstraße 9 gilt als Baudenkmal.

### Einwohnerzahlen des Dorfes Forst
- 1830: 206 (38 Häuser)[11]
- 1836: 204 (38 Häuser)[12]
- 1861: 191 (74 Gebäude, 1 Kirche)[13]
- 1871: 202 (115 Gebäude)[14]
- 1900: 221 (41 Wohngebäude)[15]
- 1938: 205[16]
- 1961: 171 (38 Wohngebäude)[17]
- 1987: 179 (46 Wohngebäude, 54 Wohnungen)[1]

### Einwohnerzahlen der Gemeinde Forst
- 1861: 288 (106 Gebäude)[18]
- 1871: 307 (50 Wohngebäude)[19]
- 1900: 327 (56 Wohngebäude)[20]
- 1961: 269 (60 Wohngebäude)[21]

## Vereine
- FC Forst
- Feuerwehrverein Forst e. V.
- SpVgg Forst-Buchberg-Reichertshofen